# Tonkin-episoden
Tonkin-episoden betegner to påståede angreb foretaget af Nordvietnams flåde mod to destroyere fra USA's flåde, USS Maddox og USS Turner Joy. Angrebene skal have fundet sted 2. august og 4. august 1964 i Tonkin-bugten. Præsident Lyndon B. Johnson gav om aftenen d. 4. august en TV-transmitteret tale til det amerikanske folk, hvori han redegjorde og fremstillede de to påstået angreb, som "fjendtlige handlinger". Den 5. august sendte præsident Johnson en resolution til den amerikanske kongres – som blev godkendt af Kongressen d. 7. august og senere blev kendt som Tonkin-resolutionen – der bemyndigede præsidenten i at hjælpe ethvert sydøstasiatisk land, hvis regering blev anset for at være truet af "kommunistisk aggression". Resolutionen tjente som præsident Johnsons lovgrundlag for at eskalere USA's engagement i Vietnamkrigen. Episoden ledte derfor til USA direkte involvering i Vietnamkrigen – i første omgang i form af bombninger af Nordvietnam og senere med direkte deltagelse af amerikanske soldater i landkrigen.
Senere undersøgelser, offentliggjort i en rapport der blev udgivet i 2005 af National Security Agency, indikerer at det sidste af angrebene sandsynligvis ikke fandt sted. Rapporten forsøgte også at modbevise en påstand om at medlemmer af præsident Lyndon B. Johnsons regering bevidst havde løjet om hændelsen. Robert McNamara har siden bl.a. i filmen "The Fog of War" indrømmet at det andet angreb "ikke fandt sted."